# Zielspitze
Die Zielspitze (auch Zielspitz) ist ein 3006 m s.l.m. (nach anderen Angaben auch 3009 m) hoher Berg in der Texelgruppe der Ötztaler Alpen.

## Lage

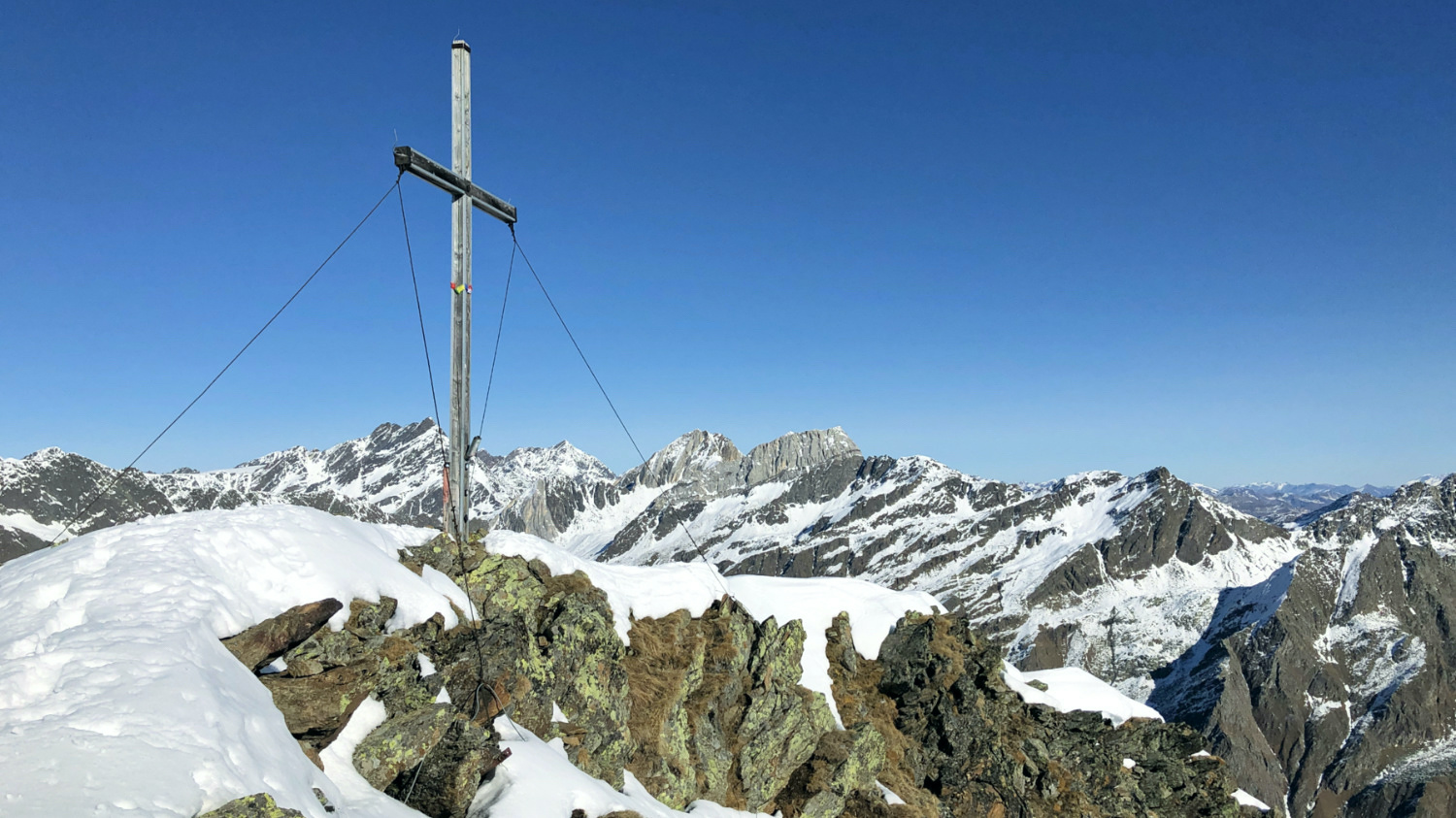
Gipfelkreuz der Zielspitze

Die Zielspitze liegt nordwestlich von Meran in Südtirol (Italien). Der Berg ist Teil des Naturparks Texelgruppe. Er überragt südseitig die steilen Hänge des Sonnenbergs über dem fast 2.500 Meter tiefer gelegenen Talboden des Vinschgaus mit den Ortschaften Naturns, Plaus und Rabland. Nach Westen folgen die Lahnbachspitze (3080 m s.l.m.), die Kirchbachspitze und die Gfallwand (3175 m s.l.m.). Im Osten fällt der Bergaufbau ins Zieltal ab.

## Wege
Der Normalanstieg beginnt an der Bergstation der Texelbahn (1544 m), bzw. dem daneben liegenden Gasthaus Gigglberg, zuerst dem Weg zum Ohrnknott folgend. Der Gipfelgrat ist ausgesetzt und erfordert alpine Erfahrung. Man erreicht den Gipfel in etwa vier Stunden.